# Ендрю Омобаміделе
Ендрю Омобаміделе (англ. Andrew Omobamidele, нар. 23 червня 2002, Дублін) — ірландський футболіст, півзахисник англійського клубу «Ноттінгем Форест» і національної збірної Ірландії.

## Клубна кар'єра
Ендрю Омобаміделе народився в 2002 році в містечку Лейксліп у графстві Кілдер у сім'ї нігерійця та ірландки. Розпочав займатися футболом у школі місцевого клубу «Лейксліп Юнайтед», у 2019 році перейшов до футбольної школи англійського клубу «Норвіч Сіті». 16 січня 2021 року Омобаміделе дебютував у основному складі «Норвіч Сіті» в матчі Чемпіоншипу проти клубу «Кардіфф Сіті». З 2023 року ірландський футболіст грає в іншій англійській команді «Ноттінгем Форест».

## Виступи за збірну
У 2019 році Ендрю Омобаміделе грав у складі спочатку юнацької збірної Ірландії віком до 17 років, пізніше у складі юнацької збірної Ірландії віком до 19 років, на юнацькому рівні зіграв загалом 7 матчів. У 2021 році Омобаміделе залучався до складу молодіжної збірної Ірландії, у складі якої зіграв у цьому році 2 матчі. 1 вересня 2021 року Ендрю Омобаміделе дебютував у складі національної збірної Ірландії в матчі кваліфікаційного раунду чемпіонату світу з футболу 2022 року в матчі проти збірної Португалії.